# Schwarzanlaufender Täubling
Der Schwarzanlaufende Täubling (Russula albonigra), auch Mentholtäubling oder Menthol-Schwärz-Täubling genannt, ist ein Pilz aus der Familie der Täublingsverwandten (Russulaceae). Seine Namen hat er durch seine typischen Eigenschaften, sich gänzlich kohlenschwarz zu verfärben und den typischen Mentholgeschmack.

## Merkmale

### Makroskopische Merkmale
Der Hut ist ganz jung weiß, färbt sich aber schnell in einen braunen Ton um und wird schließlich schwarz. Er erreicht einen Durchmesser von 5 bis 15 Zentimetern. Die Hutmitte ist meist trichterartig vertieft oder nur leicht eingedrückt. Die Oberfläche ist oft sehr schmierig, später jedoch trocken. Manchmal reißt die Huthaut felderig auf. Sie ist nur schwer abziehbar.
Die Lamellen sind zunächst fast weiß, färben sich aber nach und nach vom Rand und den Schneiden ausgehend ebenfalls schwärzlich. Sie stehen nur im Randbereich durch kürzere Lamellen etwas dichter, allerdings sind sie nicht dick, dafür aber recht starr. Sie laufen etwas am Stiel herab und sind stark gegabelt.
Auch der Stiel ist erst weiß, aber später schwarz verfärbend. Er ist kurz, aber meist dick. Die Zeichnung kann bräunlich punktiert oder netzig-aderig aussehen. Die Konsistenz ist fest.
Das Fleisch ist erst weißlich, läuft aber wie der Rest des Fruchtkörpers bald schwarz an. Bei Verletzung verfärbt es sich teilweise rötlich oder stahlblau und danach schwarz. Der Geschmack ist eher bitter als scharf; in manchen Regionen kann es aber auch scharf sein. Auf der Zungenspitze stellt sich ein charakteristisches mentholartig kühles Gefühl ein. Das Fleisch färbt sich mit Säuren milchig und mit Laugen milchig oliv; mit Formalin wird es lachsrot und mit Eisensulfat grünlich.

### Mikroskopische Merkmale

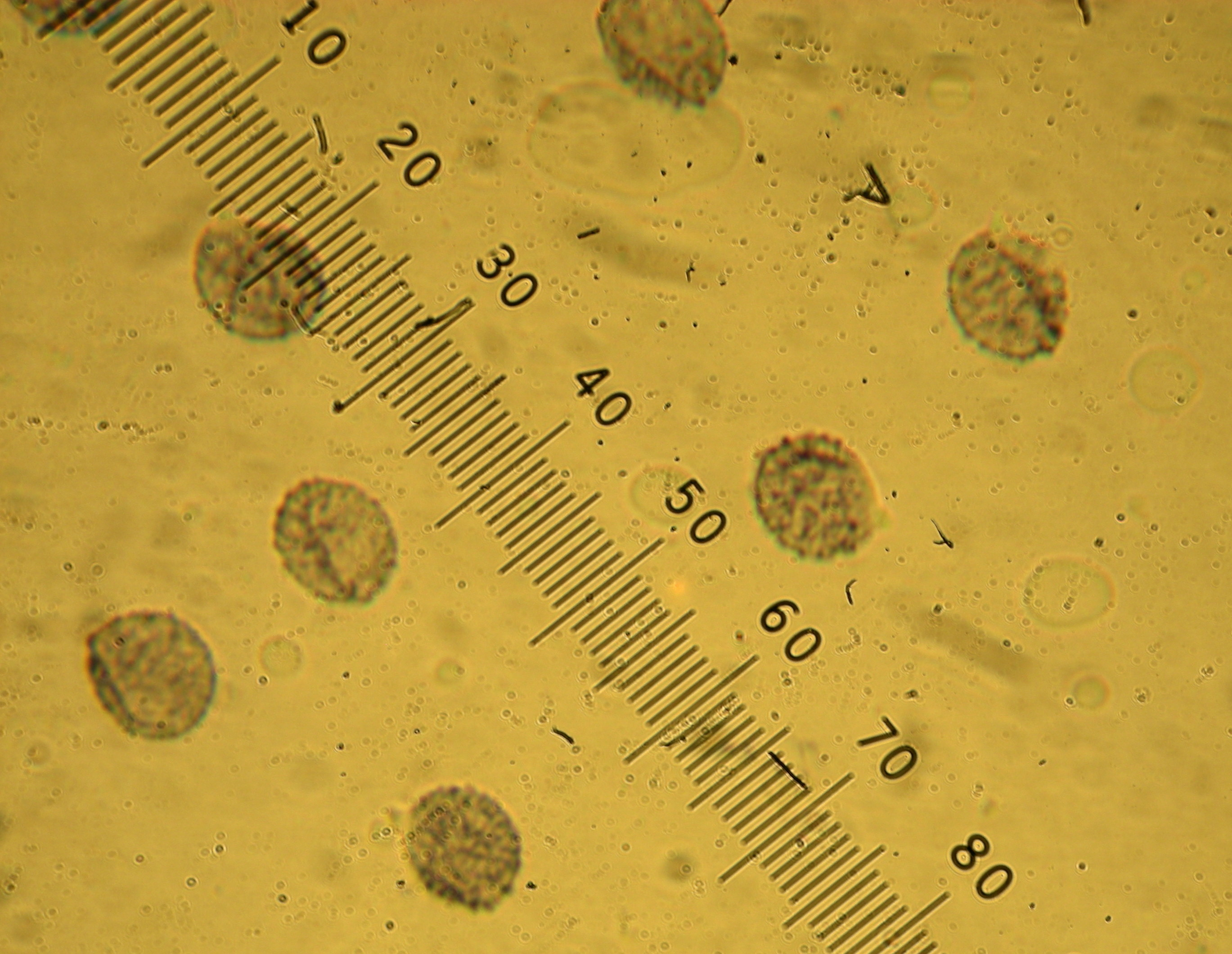
Sporen des Schwarzanlaufenden Täublings

Die Sporen sind rundlich, lang-ellipsoid oder auch nierenförmig. Sie sind 7–9 µm lang und 6–8 µm breit und haben kleine, bis zu 0,4 µm hohe Warzen, die durch feine Linien miteinander verbunden sind, sodass sie ein ziemlich gut entwickeltes Netz ausbilden. Die Pleurozystiden an den Lamellen sind schlank geformt und besitzen einen gelblichen, ölartigen Inhalt.
Pileozystiden fehlen oder färben sich mit Sulfobenzaldehyd nicht an. Die Huthaut wird aus flach niederliegenden, 2–6 µm breiten, Hyphen gebildet. Die Hyphen-Endzellen sind 3–5 µm breit.

## Artabgrenzung
Der Schwarzanlaufende Täubling ist durch seinen mentholartigen Geschmack und das bei Verletzung schnell schwärzende Fleisch gut gekennzeichnet. Somit ist er von den anderen Schwärz-Täublingen (Sektion Compactae) wie dem ähnlichen Dichtblättrigen Schwärz-Täubling leicht unterscheiden. Der Dickblättrige Schwärz-Täubling besitzt zudem dicke, spröde und auffällig entfernt stehende Lamellen.

## Ökologie
Der Schwarzanlaufende Täubling ist wie alle Täublinge ein Mykorrhizapilz, der vorwiegend mit Fichten eine gemeinsame Mykorrhiza ausbildet. Er kann aber auch mit Kiefern und mit Laubbäumen, wie der Rotbuche, eine symbiotische Partnerschaft eingehen.
Der Täubling kommt in verschiedenen Waldgesellschaften vor. Vor allem in Hainsimsen-Buchenwäldern, in Nadelwäldern wie: Alpenlattich-Fichtenwäldern, Weißmoos-Kiefernwälder und Fichten-Moorwälder, ebenso in Hainbuchen-Eichenwäldern und Eichen- und Eichenmischwäldern. Man findet ihn auch in Fichten- und Kiefernforsten als auch in Parkanlagen.
Gewöhnlich kommt er auf trockenen bis mäßig frischen, lockeren, sandigen bis anlehmigen, eher (mäßig) sauren Böden vor. Man findet ihn ebenso über nicht zu basenarmen Sanden, kristallinem Urgestein sowie über Gips, Mergel oder Kalk. Über Kalk trifft man die Art allerdings nur an Stellen an, wo sich aufgrund von geeigneten Bedingungen eine genügend dicke Humusschicht ausbilden konnte. Solche Bedingungen findet man häufig in Waldmeister-Buchenwäldern sowie in Ausprägungen des Labkraut-Tannenwaldes.
Die Täublinge, die man vom Tiefland bis in das mittlere Bergland hinein finden kann, erscheinen von Ende Juli bis Oktober.

## Verbreitung

Europäische Länder mit Fundnachweisen des Schwarzanlaufenden Täubling.
Legende:
Länder mit Fundmeldungen
Länder ohne Nachweise
keine Daten
außereuropäische Länder

Der Schwarzanlaufende Täubling ist eine holarktische Art, die in Nordasien (Kaukasus, Ostsibirien, Japan) in Nordamerika (USA, Kanada), in Nordafrika (Marokko) und in Europa vorkommt. Außerdem findet man sie auch auf der südlichen Erdhalbkugel in Australien. In der folgenden Tabelle sind die Länder aufgelistet, in denen der Täubling sicher nachgewiesen wurde. Vermutlich ist die Art aber viel weiter verbreitet.
In Deutschland kommt der Täubling von Holstein bis in die Voralpen locker gestreut vor, doch ist er überall ziemlich selten. Auch in der Schweiz ist der Täubling nicht häufig.

## Systematik
Das wissenschaftliche Artattribut (Epitheton) "albonigra" leitet sich von den lateinischen Adjektiven "albus" (weiß) und "niger" (schwarz) ab und ist eine Anspielung auf die jung weißen und im Alter kohlenschwarzen Fruchtkörper.

### Infragenerische Einordnung
Der Schwarzanlaufende Täubling gehört zur Untergattung Compactae und hier in die Untersektion Nigricantinae, in der Täublinge zusammengefasst werden, deren Fleisch bei Verletzung rötet, graut oder schwärzt. Er ist nahe verwandt mit dem Dichtblättrigen Schwärz-Täubling (Russula densifolia) und dem Rauchbraunen Schwärz-Täubling (Russula adusta).

### Formen und Varietäten
- Russula albonigra var. pseudonigricans  (Romagn.) Bon (1988)

Der Täubling wurde ursprünglich von Romagnesi als Form beschrieben, bevor ihn Bon zur Varietät hochstufte. Der sepia- bis braun-graue Hut ist 7–9 cm breit und nicht genabelt. Die Huthaut ist seidig glänzend und nicht abziehbar. Die recht dicht stehenden Lamellen röten bei Verletzung, bevor sie schwärzen. Das harte Fleisch hat einen milden, nicht mentholartigen  Geschmack. Im Anschnitt rötet es schnell, bevor es dann langsam schwärzt. Der Pilz kommt in Laubwäldern vor.

## Bedeutung
Der Schwarzanlaufende Täubling gilt jung als essbar, er ist aber geschmacklich so minderwertig, dass ihn viele Autoren als ungenießbar bezeichnen.